# Obelisco di Dogali

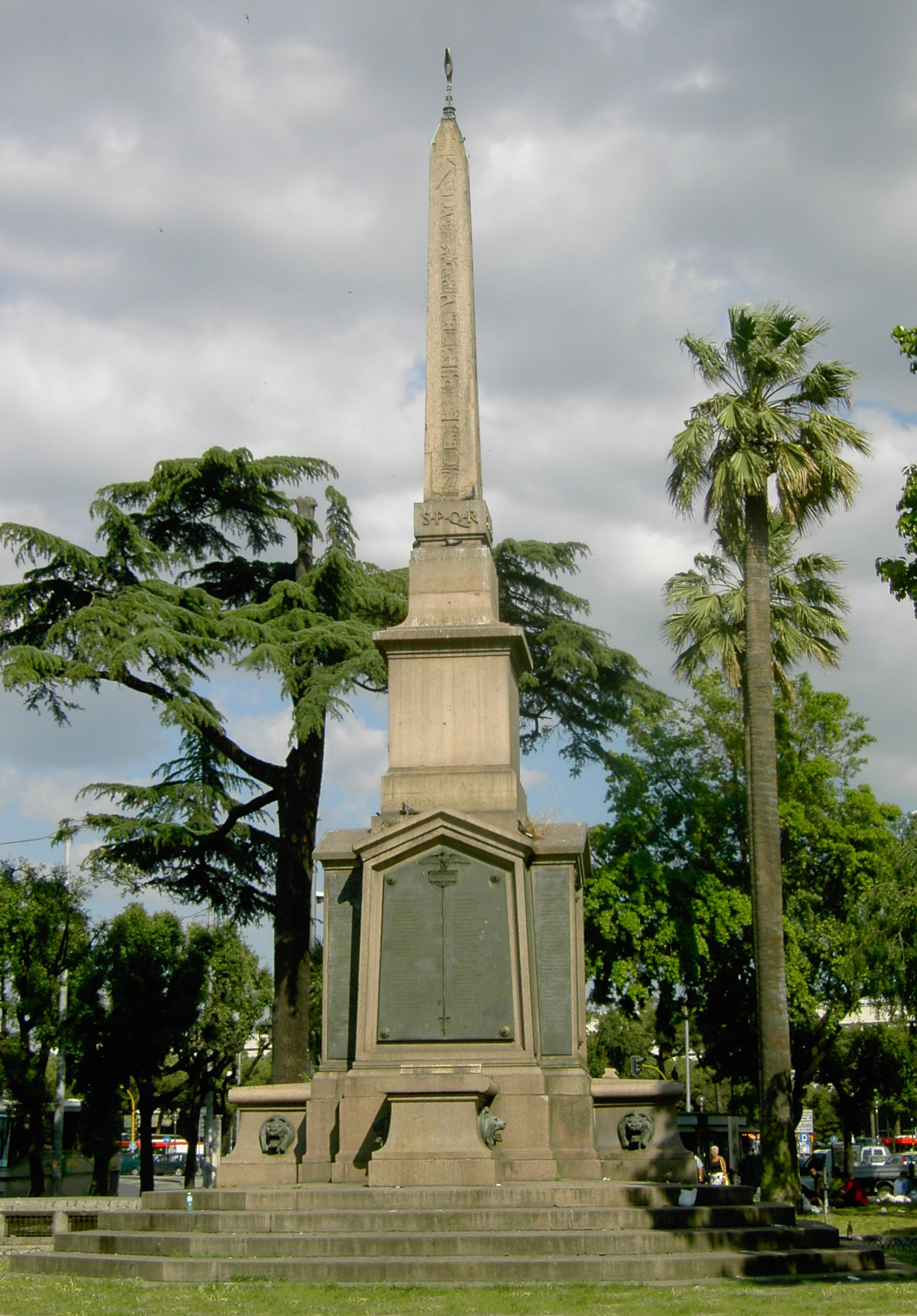
Der Obelisco di Dogali im Park an der Viale delle Terme di Diocleziano

Der Obelisco di Dogali ist ein ägyptischer Obelisk in Rom. 

## Geschichte
Mit einer Höhe von 6,34 Meter ist er der letzte in Rom wiederentdeckte und neu aufgestellte Obelisk. Er stand ursprünglich wie die Obelisken der Piazza Navona, der Piazza della Minerva und vor dem Pantheon im Gebiet des Iseum Campense, wo er am 20. Juni 1883 bei der heutigen Kirche Santa Maria sopra Minerva durch den italienischen Archäologen Rodolfo Lanciani gefunden wurde. Vier Jahre später, am 5. Juni 1887, wurde er zum Gedenken an die italienischen Gefallenen der Schlacht bei Dogali auf dem Vorplatz des römischen Hauptbahnhofes, der Stazione Termini, aufgestellt. Bei Dogali hatte im Januar 1887 der Negus Johannes IV. die in Äthiopien einmarschierten Italiener besiegt. Im Sockel wurden die Namen der 548 Gefallenen aufgezählt und der Platz erhielt den Namen Piazza dei Cinquecento (Platz der Fünfhundert). 1925 wurde der Obelisk im Rahmen der Neugestaltung des Bahnhofsvorplatzes in die Viale delle Terme di Diocleziano umgesetzt. 1937 ließ Mussolini am Sockel eine Bronzedarstellung des Löwen von Judah anbringen, Beutekunst aus der Kolonie Äthiopien. Diese wurde nach dem Ende des Zweiten Weltkrieges an Äthiopien zurückgegeben.
Ursprünglich stammt der Obelisk aus dem Sonnenheiligtum in Heliopolis, wo er von Ramses II. errichtet wurde. Ein Zwillingsobelisk befindet sich heute im Boboli-Garten in Florenz. Eine Kopie des Zwillings steht aber auch noch in Rom, nämlich im Garten der Villa Medici.